# Der Untermieter
Der Untermieter (Originaltitel: The Goodbye Girl) ist eine US-amerikanische Filmkomödie von Herbert Ross aus dem Jahr 1977. David Gates’ gleichnamiger Titelsong wurde ein Pop-Hit.
Der Film handelt von drei Menschen, die eine Weile unfreiwillig zusammenwohnen: ein egoistischer Schauspieler, der in Manhattan das Apartment seines Freundes bezieht, die derzeitige Bewohnerin (die Ex-Freundin seines Freundes) und deren frühreife Tochter.

## Handlung
Paula McFadden (Marsha Mason) wurde von ihrem Lebensgefährten Tony verlassen. Dieser hat die gemeinsame Wohnung der beiden an seinen Freund Elliot Garfield (Richard Dreyfuss) untervermietet. Der steht nun mitten in der Nacht völlig unerwartet vor der Türe und will einziehen. Paula hat keine andere Wahl, als ihn gewähren zu lassen und ihn bei sich und ihrer zehnjährigen Tochter Lucy (Quinn Cummings) wohnen zu lassen. Es stellt sich zu Paulas Missfallen heraus, dass Elliot wie Tony ein Schauspieler ist. Paula macht ihm daher immer wieder unmissverständlich klar, wie lästig und störend sie ihn findet. Lucy versteht sich indessen hervorragend mit Elliot, besonders sein Gitarrenspiel gefällt ihr gut.
Paula versucht sich wieder zu fangen und ihre Karriere als Tänzerin weiterzuverfolgen. Unterdessen hat Elliot seine ganz eigenen Probleme: Er soll in einer neuen Produktion von Shakespeares Richard III nach den Vorstellungen seines Regisseurs Mark (Paul Benedict) einen stereotypen Homosexuellen darstellen.
Trotz ihrer häufigen Zusammenstöße verlieben sich Paula und Elliot ineinander. Doch schon bald bekommt Elliot das Angebot, mit einem berühmten Regisseur einen Film zu drehen. Dafür muss er allerdings für vier Wochen nach Seattle ziehen. Paula hat deshalb Angst, dass Elliot sie verlässt und nicht mehr wiederkommt, wie all ihre anderen Männer zuvor. Auch Elliots zahllose Beteuerungen können sie nicht beruhigen. Erst als sie feststellt, dass er seine Gitarre in der gemeinsamen Wohnung gelassen hat, ist sie sich seiner sicher.

## Produktion
Der Film begann mit dem Originaldrehbuch von Simon unter dem Titel Bogart Slept Here. Ursprünglich sollten Robert De Niro und Marsha Mason die Hauptrollen übernehmen. Lediglich De Niro wurde nicht für passend gehalten, so dass Dreyfuss zu Proben mit Mason eingeladen wurde. Simon meinte dazu „It doesn't work, but they do“ („Es funktioniert nicht, aber die beiden schon“). So schrieb er das Drehbuch innerhalb von sechs Wochen um.
Eigentlich basiert die Rolle der Paula McFadden auf Mason selbst. Mason und Simon waren nämlich von 1973 bis 1981 miteinander verheiratet.
Die Außenaufnahmen im Film wurden in New York, die Innenaufnahmen in Los Angeles gedreht.
Der Film wurde von Metro-Goldwyn-Mayer und Warner Bros. co-produziert, gehört heute aber vollständig Warner Bros.
In einem Interview mit der Zeitschrift Stern behauptet Dustin Hoffman, das Drehbuch beruhe ursprünglich auf den Umständen, wie er selber einst die Rolle für den Film Die Reifeprüfung ergatterte. Der Drehbuchautor Neil Simon habe sich dadurch inspirieren lassen. So sei ein Drehbuch und später verworfene Filmaufnahmen mit dem Arbeitstitel Bogart slept here, in dem Robert De Niro die Hauptrolle spielte, entstanden. Erst nach dem Umschreiben des Drehbuchs sei der Film Der Untermieter mit neuer Hauptrolle entstanden.

## Rezeption
Roger Ebert gab dem Film gemischte, aber dennoch größtenteils wohlwollende Kritik. So war er unbeeindruckt von Mason und dem Charakter an sich, aber lobte Dreyfuss und dessen Szenen als Richard III, die er als „the funniest in a movie since Mel Brooks staged Springtime for Hitler“ bezeichnete (die witzigsten Szenen in einem Film, seit Mel Brooks Frühling für Hitler inszenierte).
Andererseits bezeichnete Vincent Canby von der New York Times den Film als „anstrengend, ohne dabei besonders witzig zu sein“.
Der Film wurde später auf der Grundlage von Simons Drehbuch als gleichnamiges Broadway-Musical inszeniert.

## Auszeichnungen
Oscar 1978
- Bester Hauptdarsteller: Richard Dreyfuss

Richard Dreyfuss war mit einem Alter von 30 Jahren lange Zeit der jüngste Schauspieler, der jemals in dieser Kategorie ausgezeichnet wurde. Erst 2003 konnte Adrien Brody mit 29 Jahren den Rekord brechen (Oscar für Der Pianist)
Der Film war außerdem in folgenden Kategorien nominiert:
- Bester Film: Ray Stark
- Beste Hauptdarstellerin: Marsha Mason
- Beste Nebendarstellerin: Quinn Cummings
- Bestes Originaldrehbuch: Neil Simon

Golden Globe Awards 1978
- Bester Film (Komödie): Ray Stark
- Bester Hauptdarsteller (Komödie): Richard Dreyfuss
- Beste Hauptdarstellerin (Komödie): Marsha Mason
- Bestes Originaldrehbuch: Neil Simon

Außerdem nominiert:
- Beste Nebendarstellerin: Quinn Cummings

BAFTA Awards 1979
- Bester Hauptdarsteller: Richard Dreyfuss

Außerdem nominiert:
- Beste Hauptdarstellerin: Marsha Mason
- Bestes Originaldrehbuch: Neil Simon